# 製菓学校
製菓学校（せいかがっこう）菓子職人、パティシエになるために学べる教育訓練施設の通称。洋菓子/和菓子を両方、または片方を特化して学ぶ施設とがある。
学科としては「菓子科」「製菓科」などが設置されている。
菓子職人、パティシエには関連資格として、国家試験の製菓衛生師があり、製菓衛生師法で定められている。このため、いくつかの施設は、厚生労働大臣が指定する製菓衛生師養成施設の認定を受けている。関連する協会として、全国製菓衛生師養成施設協会 がある。その他の関連資格としては、菓子製造技能士、パン製造技能士がある。
施設の種別としては、学校教育法に規定される短期大学、専門学校、職業高等学校と、職業能力開発促進法に規定される職業訓練施設がある。施設によっては、夜間開講しているものや通信課程を設けているものもある。なお、これらの法令で規定のある施設の他に、いわゆる「お菓子教室」などがあり、小規模なものから東京會舘クッキングスクール（初級科と中級科, 速成科）などの規模のものが、日本全国各地にある。

## おもな施設
北海道
- 函館短期大学付設調理師専門学校 - 製菓衛生師科
- 北海道製菓専門学校 - 製菓本科 洋菓子専攻科 製パン科
- 光塩学園調理師専門学校 - 製菓衛生師科 製菓技術専攻科（光塩学園女子短期大学）
- 札幌ベルエポック製菓調理専門学校 - パティシエ科
- 清尚学院高等学校 - 調理科・生活デザイン科
- 千秋庵製菓短期大学校 - 製パン・製菓技術科

宮城
- 宮城調理製菓専門学校 - 製菓衛生師科 上級調理技術科
- YMCA国際製菓学院 - 製菓技術科
- 聖和学園短期大学 - キャリア開発総合学科製菓衛生師課程

岩手
- 北日本ハイテクニカルクッキングカレッジ - 高度製菓衛生師科 製菓衛生師科 製菓衛生師通信教育科

栃木
- IFC調理製菓大学校 - 製菓衛生師科
- 宇都宮文星短期大学 -

群馬
- 東日本製菓技術専門学校 - 製菓製パン本科

茨城
- 晃陽看護栄養専門学校 - パティシエ・スイーツ学科
- つくば栄養医療調理製菓専門学校 - 製菓製パン学科

埼玉
- 埼玉福祉保育医療製菓調理専門学校 - 調理師科 製菓・製パン専攻
- 東京スイーツ&カフェ専門学校 - パティシエ・カフェ科 パティシエコース

千葉
- 習志野調理師専門学校 - 製菓衛生師科
- 聖徳大学短期大学部 -
- 千葉県菓子共同高等職業訓練校 - 普通課程

東京
- 日本菓子専門学校 - 和菓子科 洋菓子科 製パン科 製菓技術学科 製パン技術学科
- 東京製菓学校 - 洋菓子科・和菓子科 製菓衛生師科他
- 吉祥寺二葉製菓専門職学校（吉祥寺二葉栄養調理専門学校姉妹校）- 製菓製パン科 製菓衛生師科
- 東京フード製菓中医薬専門学校 - 製菓製パン管理学科 製菓製パン学科
- 国際パティシエ調理師専門学校 - パティシエ科 パティシエ・ブーランジェ科 パティシエ調理師科（2008年、国際製菓専門学校小平校から校名変更）
- 国際製菓専門学校 - 製菓総合専門士科 菓子・製パン科 洋菓子専科 製パン専科 製菓衛生師科他
- 華調理製菓専門学校 - 調理ベーシック科 パティシエテクニカル科 スイーツ・カフェ科
- バンタングループ レコールバンタン（Lecole Vantan）東京校・レコールバンタンハイスクール
- 東京こども専門学校 - こども総合学科こどもお菓子コース
- 東京誠心調理師専門学校 - 調理師科 調理師科夜間部
- 東京調理師専門学校 - 調理高度技術経営科 日本料理・和菓子専攻コース
- 東京ベルエポック製菓調理専門学校
- 赤堀製菓専門学校 - パティシエ科 パティシエ実践科 カフェビジネス科 スイーツ・パン専科
- 目白大学短期大学部 - 製菓学科
- 東京栄養食糧専門学校 - 製菓科
- 織田製菓専門学校 - 製菓学科
- 香川調理製菓専門学校 - 製菓科
- 株式会社サンリッチホームメイド協会 - フードコース 和菓子/師範科
- 町田製菓専門学校 - 製菓衛生師科
- 学校法人井上学園 東京多摩調理製菓専門学校 - 高度調理技術学科
- 日本パン技術研究所 - 製パン.製菓教育コース
- 職業訓練法人 東京都菓子学園 -
- 聖徳栄養短期大学 - 食品科学専攻 製菓・製パンコース

神奈川
- 国際フード製菓専門学校 - 製菓製パン科 菓子・製パン科

長野
- 松本調理師製菓師専門学校 - 製菓技術学科

新潟
- にいがた製菓・調理師専門学校えぷろん - 製菓衛生師科 製菓技術科
- 北陸食育フードカレッジ - 製菓製パン科

石川
- 金沢製菓調理専門学校 - 製菓技術経営科

福井
- 福井製菓製パンスクール - 製菓衛生師科

富山県
- 富山県公認料理学校&カルチャースクール総合カレッジSEO - お菓子科
- 富山製菓専門学校 - 製菓衛生師科

静岡
- 浜松調理師製菓衛生師専門学校 - 製菓衛生師科 製菓衛生師本科 富士調理製菓専門学校 - 製菓衛生師科
- ミズモト学園東海調理製菓専門学校 - 製菓製パン科 フランス料理・菓子研究科
- 川口栄養料理学校 - 製菓衛生師科
- 中央調理製菓専門学校/静岡校 - 製菓衛生師科

愛知
- 中部製菓専門学校 - 洋菓子科 製菓衛生師科
- 国際ビジネス製菓衛生師カレッジ - 製菓衛生師学科 製菓技術科
- 名古屋NSCカレッジ - 製菓衛生師科
- 名古屋製菓専門学校 - 製菓衛生師科 洋菓子科
- 名古屋文化短期大学 - 生活文化学科第1部食生活専攻製菓クリエイトコース製菓衛生師クラス
- 学校法人滝川学園名古屋文理大学短期大学部 - 食物栄養学科食生活専攻
- 中部コンピュータ・パティシエ専門学校 - パティシエ・ベーカリー科
- 株式会社サンリッチホームメイド協会 名古屋 - フードコース/和菓子/師範科
- 修文大学短期大学部 - 生活文化学科生活文化専攻製菓クリエート
- 愛知県菓子学園協議会愛知県菓子技術専門校 - パン・菓子製造科
- さつき調理・福祉学院 - 調理師科

三重
- 中部調理製菓専門学校 - 製菓衛生師科
- ユマニテク調理製菓専門学校 - 製菓衛生師学科
- 大橋学園高等専修学校 -
- 学校法人伊勢学園伊勢調理製菓専門学校 - 製菓衛生師科, 調理師科（衛生専門課程・衛生高等課程）

岐阜
- 中京学院大学中京短期大学部 - 健康栄養学科及び別科調理専修
- 城南高等学校 (岐阜県) - 調理科・製菓科

滋賀
- 滋賀短期大学 - 生活学科製菓コース
- たねや菓子職業訓練校

京都
- 京都製菓製パン技術専門学校 - パティスリー・ショコラ上級科、和菓子上級科、パン上級科、カフェスイーツ上級科、製菓技術科、製菓技術科夜間部
- 園田学園女子大学短期大学部 - 生活文化学科国際食文化コース
- 今治明徳短期大学 - 製菓製パンコース
- 京都衛生専門学校 - 製菓衛生師科
- 京都府菓子技術専門校 - パン菓子製造科ほか
- 京都府洋菓子高等職業訓練校 -
- 池坊短期大学 - 環境文化学科製菓クリエイトコース

大阪
- 三幸学園大阪こども専門学校 - 保育科こどもお菓子コース
- 株式会社サンリッチホームメイド協会 大阪 - フードコース/和菓子/師範科
- 大阪府職業能力開発協会 - 菓子製造 パン・菓子科 調理 日本料理科ほか
- レコールバンタン（Lecole Vantan）大阪校
- 辻学園調理・製菓専門学校 - 製菓衛生師学科 和菓子技術講座
- 大手前製菓学院専門学校 - 製菓学科（大手前短期大学は系列の大手前製菓学院の通信教育を併用）
- 大阪調理製菓専門学校 - 製菓衛生師科
- 大阪女子短期大学 - 生活科学科食物栄養専攻製菓コース
- 梅花女子大学短期大学部 - 調理・製菓専攻製菓コース
- 大阪城南女子短期大学 - 生活情報学科製菓衛生師コース
- 大阪青山短期大学 - 生活科学科食物栄養専攻製菓衛生師コース
- 大阪府洋菓子職業訓練協会大阪府洋菓子技術専門校
- 大阪夕陽丘学園短期大学 - キャリア創造学科
- 大阪大谷大学短期大学部 -
- AST関西健康・製菓専門学校 - 製菓学科
- 大阪INA職業支援センター - パン・菓子製造科
- 樟蔭東女子短期大学 - 生活学専攻製菓衛生師コース

奈良
- 奈良調理製菓専門学校 - 製菓衛生師科

兵庫
- 兵庫栄養調理製菓専門学校 - 製菓衛生師科
- 兵庫県洋菓子技術専門校 -
- 神戸国際調理製菓専門学校 - 製菓衛生師科
- 神戸製菓専門学校 - 製菓衛生師科
- 神戸第一高等学校 - 家庭科製菓衛生師コース
- 日本調理製菓専門学校 - 製菓技術科

島根
- 松江調理製菓製パンカレッジ - 製菓衛生師科
- 島根県菓子工業組合島根県菓子技術専門校

岡山
- 西日本調理製菓専門学校 - パティシエ・ブランジェ科、スイーツ科、Wライセンスコース
- 倉敷芸術科学大学専門学校 - 製菓・製パン学科

徳島
- 徳島文理大学短期大学部 - 食物専攻 生活科学専攻 パティシエコース

愛媛
- 愛媛調理製菓専門学校 - 製菓製パン科
- 愛知県菓子技術専門校

高知
- 浜幸職業訓練校 - 洋菓子・和菓子科

広島
- 広島製菓専門学校 - 洋菓子科 製菓衛生師科
- 広島ビジネス専門学校 - 製菓衛生師学科
- 広島県食品工業技術センター - 菓子科
- 株式会社サンリッチホームメイド協会 広島 - フードコース/和菓子/師範科
- 鈴峯女子短期大学 - 食物栄養学科製菓コース（製菓衛生師養成課程）

山口
- 山口調理師専門学校 - 製菓衛生師科
- 山口調理製菓専門学校

福岡
- 中村調理製菓専門学校 - 製菓衛生師科
- 北九州調理製菓専門学校 - 製菓衛生師科
- 飯塚高等学校 - 総合学科製菓コース
- 福岡医療秘書福祉専門学校 - こども総合学科こどもお菓子コース
- 折尾愛真中学校・高等学校 - 製菓衛生師コース

長崎
- 長崎短期大学 - 食物科製菓コース
- エコール・ドパティスリー長崎 - 製菓専攻科・製菓技術科
- 平岡調理製菓専門学校

佐賀
- 西九州大学佐賀調理製菓専門学校 - パティシエ科 製菓衛生師科

大分
- 国際製菓調理専門学校 - 製菓技術学科
- 昭和学園高等学校 - 製菓衛生師コース

鹿児島
- 今村学園ライセンスアカデミー - 製菓衛生師科

沖縄県
- みのり学園琉球調理師専修学校 - 製菓衛生師科